# Hřbitovní kaple (Štípa)
Kaple na bývalém hřbitově ve Štípě (někdy také starý kostel Štípa či Štípská poutní kaple) byla založena ve Štípě ve druhé polovině 14. století. Je situovaná u křižovatky v centru obce. Jedná se o zbytek středověkého gotického kostela, výrazně upraveného v 18. a 19. století. Iniciativou jejího vzniku byla milostná soška Panny Marie Štípské, která nejprve zmizela ze svého původního místa v kostelecké kapli a následně byla nalezena ve Štípském háji. Na její počest byla na tomto místě zbudována kaple nová. Její raná historie je úzce spjata s rodem Šternberků, tehdejšími pány hradu Lukova. Ti také kapli na konci 14. století rozšířili na gotický kostel. Svého času se jednalo o nejvýznamnější poutní místo v regionu. Zmiňovaná soška je považována za jednu z nejstarších na Moravě. Později prošel kostel řadou proměn nejen z hlediska podoby, ale také funkce. Roku 1762 byl dokončen nový poutní chrám – Kostel Narození Panny Marie a starý kostelík byl Josefem II. zrušen a sloužil jako sklad. Od roku 1997 je kaple po částech opravována.

## Historie
První písemná zmínka o obci Štípa je spojena právě s touto stavbou. Je datována do roku 1391 a týká se obdarování místního kostela Ješkem ze Šternberka. Právě tento šlechtický rod je zodpovědný za zásadní přestavbu tehdejší kaple. Z této doby se do dnes zachoval vstupní portál. O následném významu vypovídá také to, že v něm údajně měl roku 1609 svatbu sám Albrecht z Valdštejna. Další významnou zmínkou je vyobrazení z roku 1730, (k nahlédnutí ve výnosech věnujících se chrámu páně ve Štípě,) na kterém lze pozorovat i tehdejší věrnou podobu kostelíku. Tedy stavbu s jednou věžičkou se zvonem. Po vybudování nového kostela byla soška Panny Marie Štípské přesunuta a kostel prošel četnými úpravami. Bylo zbořeno kněžiště, odstraněny podpory u rohů zdí a klenba sepnuta svorníky (1807). Za tyto změny už zodpovídá rod Seilernů. V podzemí zůstali zachovány hroby Šternberků a hradních pánů z Minkvicburku a Nekešové. Současné rozmístění náhrobků odpovídá tomu původnímu.
Následovalo období největšího úpadku. Doba josefinská, kdy byl císařským patentem zrušen a degradoval na pouhé skladiště. Posléze sloužil v letech 1807 až 1907 jako hraběcí hrobka rodu Seilernů. Ostatky byly v roce 1907 přesunuty do nové hřbitovní kaple a tím se stala kaple nezajímavou. Následovali občasné opravy (1976 – provizorní krytina nahrazena šindelemi, 1997 byla zpracována dokumentace a proběhly první větší opravy, včetně úprav okolí). Ty však byly neadekvátní a kaple nadále chátrala. V roce 2011 bylo založeno sdružení Communitas auxilium, které usiluje o opravu kostela. Na jejich popud proběhly další série oprav. 2012–2014 generální oprava střechy, oken včetně zasklení a kostel byl odvlhčen a elektrifikován. V roce 2018 proběhla oprava vnější i vnitřní omítky. Současná podoba kostela se příliš neliší od té původní.

## Popis stavby

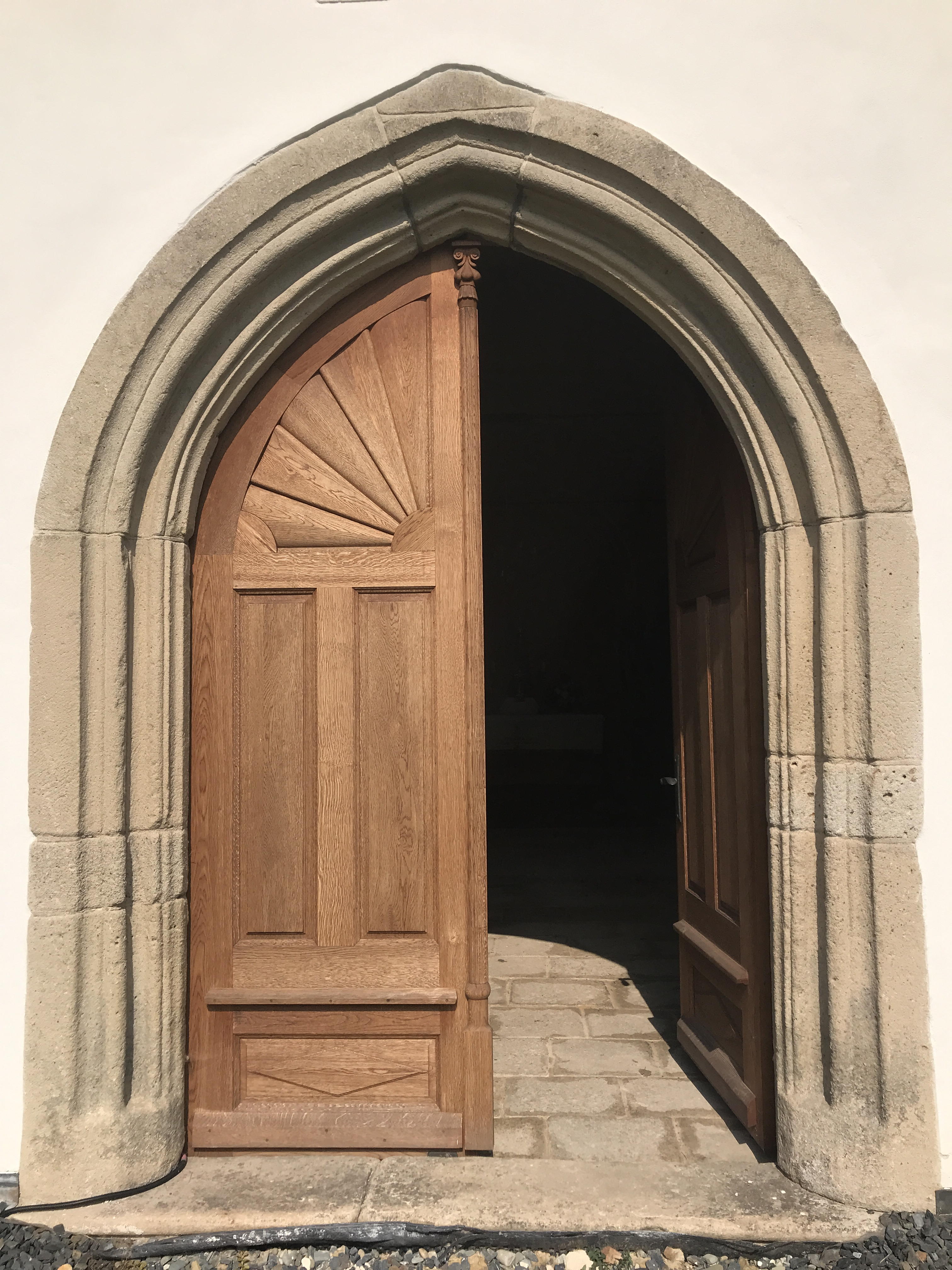
vstupní portál (14. století)

Kaple obdélného půdorysu s pravoúhlým závěrem. Zaklenutá pruskou klenbou o dvou polích mezi pásy podpírané pilastry s římskou hlavicí. Kostel stojí samostatně, obklopen prostorem bývalého hřbitova v bezprostřední blízkosti Kostela Narození Panny Marie. Střecha objektu je kryta dřevěnými šindeli.
Západnímu průčelí dominuje lomený vstupní portál s profilovaným kamenným ostěním. Nad portálem v obdélné vpadlině s bočními půlkruhově rozšířenými stranami se nachází nápis, dnes téměř nečitelný: AD MAIOREM DEI/GLORIAM/ET/BEATAE MARIAE/VIRGINIS. Po stranách vchodu jsou symetricky umístěna okna s půlkruhovým záklenkem a šambránami okolo okenních otvorů. Průčelí je završeno volutovým štítem s trojúhelníkovým tympanonem, který je členěn lizénovým rámem. Na centrální ose štítu je umístěno oválné okénko s šambránou a klenáky na všech čtyřech stranách. Na samotném vrcholu štítu je umístěn pískovcový kříž.
Severní a jižní stěna jsou prolomeny vždy dvěma okénky stejného typu jako na straně západní. Po vnějších bocích okének člení kraje stěn lizény. Na severní straně navíc mezi okny obdélníková prohlubeň, snad pozůstatek po dřívějším zasazení náhrobku.
Východní stěna je zcela bez oken. Dnes členěna pouze dvěma lizénami. Dříve zde stávalo dřevěné kněžiště a zvonice (1807 zbořeno).

### Interiér
Interiér kostela je vymalovaný klasicistní výmalbou napodobující růžový mramor (obnoveno 2017). Podle inventáře z roku 1738 byl kostel klenutý, vymalovaný a měl dva oltáře. dnes zůstal zachován pouze jeden, hlavní oltář umístěný centrálně přímo proti vstupu do kostela. je tvořen oltářní mensou, která je umístěna v záklenku zdobeném kazetou. Nad oltářem stával nápis: Tento oltář darován jest z hradu Lukova od J. M. panny slečny Johanny Marie nynější paní Skrbenské L. P. 1697.
Meziklenební pásy pruské klenby jsou také zdobeny kazetováním. Vrchol klenby je zdoben florálními motivy, stejně jako klenební líce. Zaklenutí oken je vymalováno ornamentálními vzory.
Součástí objektu je i zbytek kamenné zdi (5 m) a v ní umístěná branka ohraničena dvěma pilíři.

### Portál
Raně gotické portály jako tento jsou nápadně podobné portálům románským – hlavně svým ústupkovitým členěním. Portál je 3 m vysoký, necelé 2 m široký a zakončený lomeným obloukem. Ostění je tvořeno střídáním prutů a výžlabků, přičemž první a druhý prut má tvar oblounu, ale třetí nejmenší (blíž ke kostelu) se v průřezu jeví spíše jako vejcovcový. Profily lemují portál po bocích i v lomeném oblouku. Konstrukce portálu z masivního kamenného je velmi dobře čitelné, obzvláště vyniká u vrcholového klenáku. V portálu jsou osazeny masivní vyřezávané dvoukřídlé dveře (2016).

## Galerie

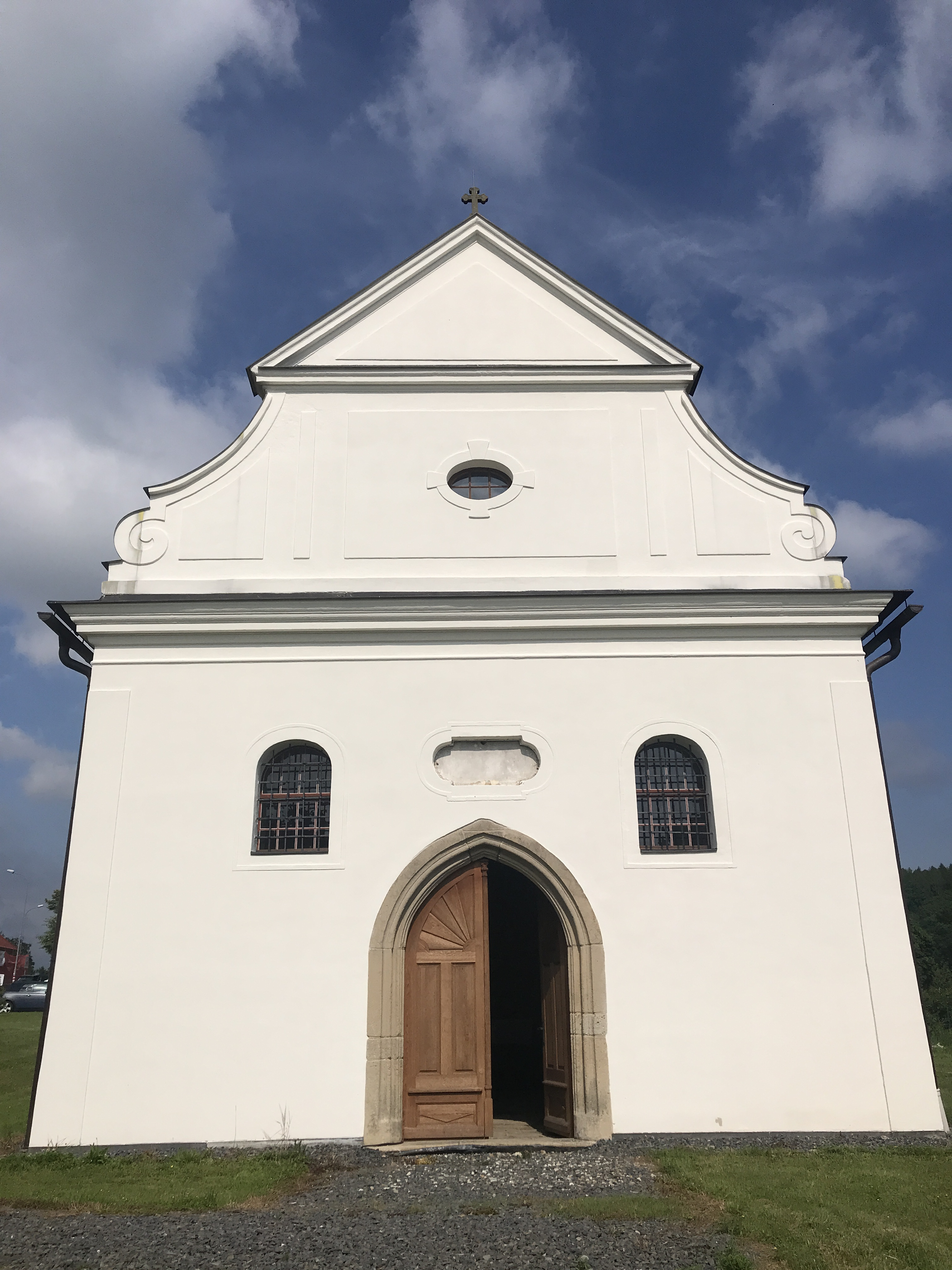
Čelní (západní) fasáda
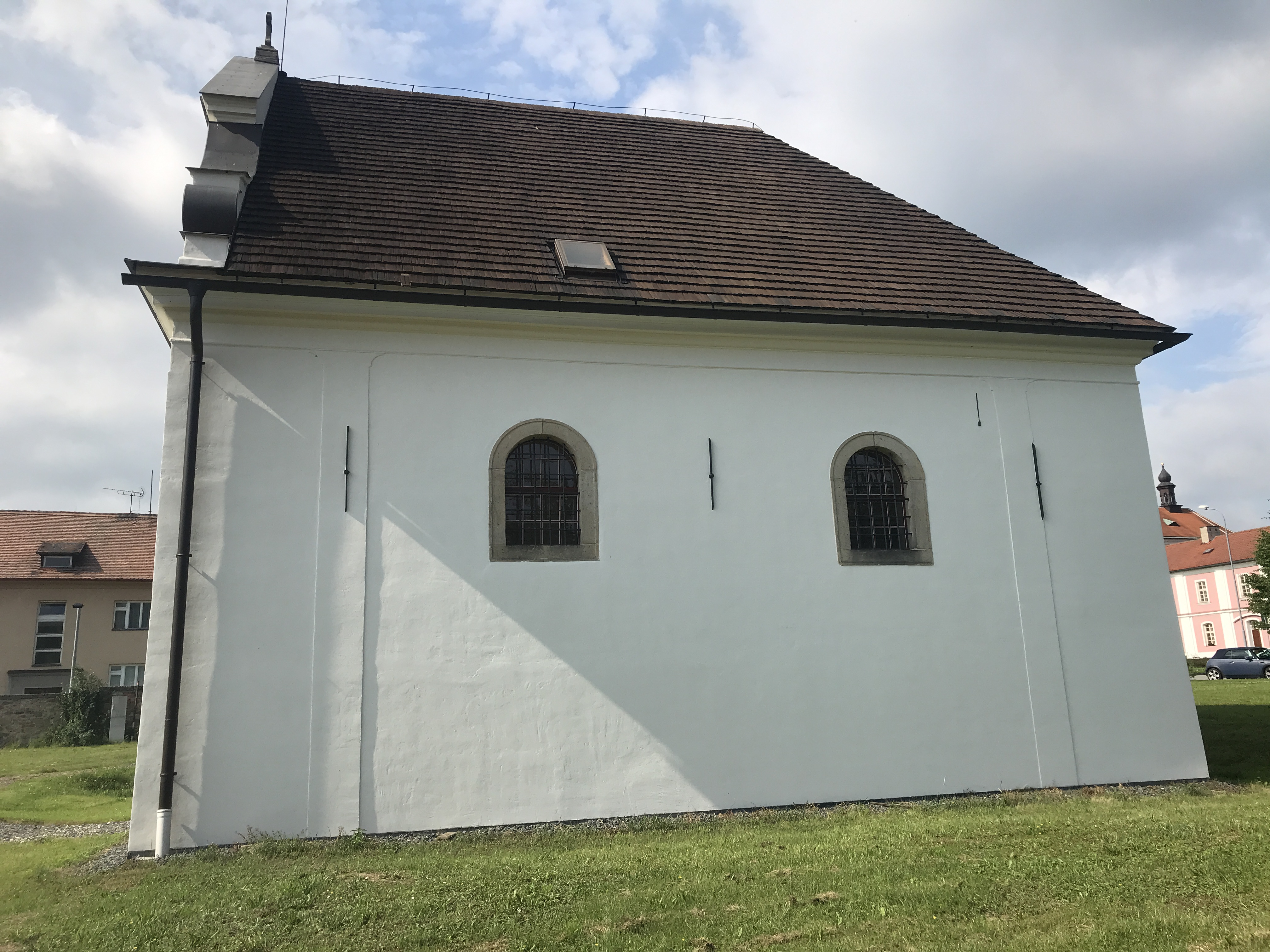
Fasáda jižní
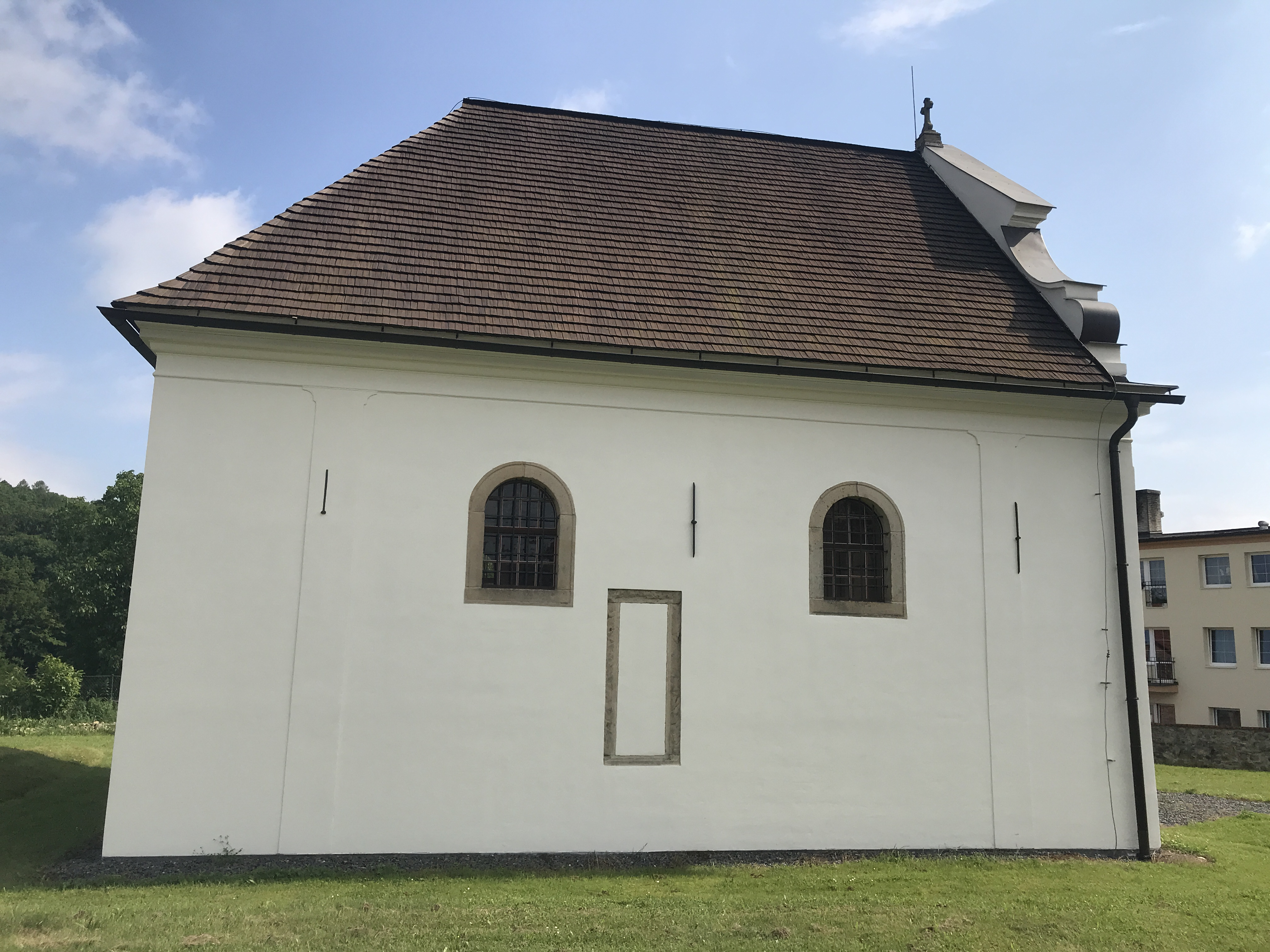
Fasáda severní
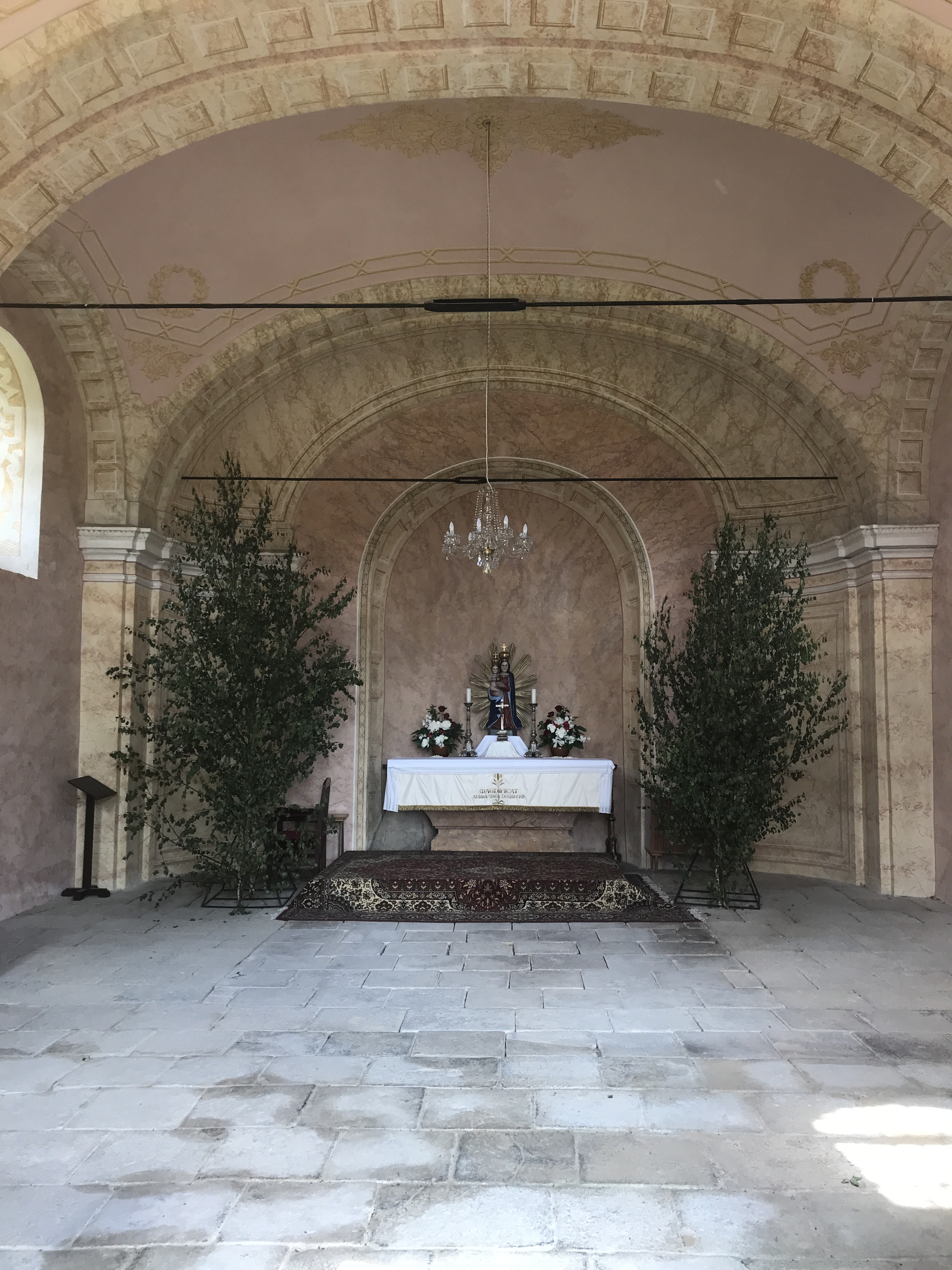
Interiér kaple
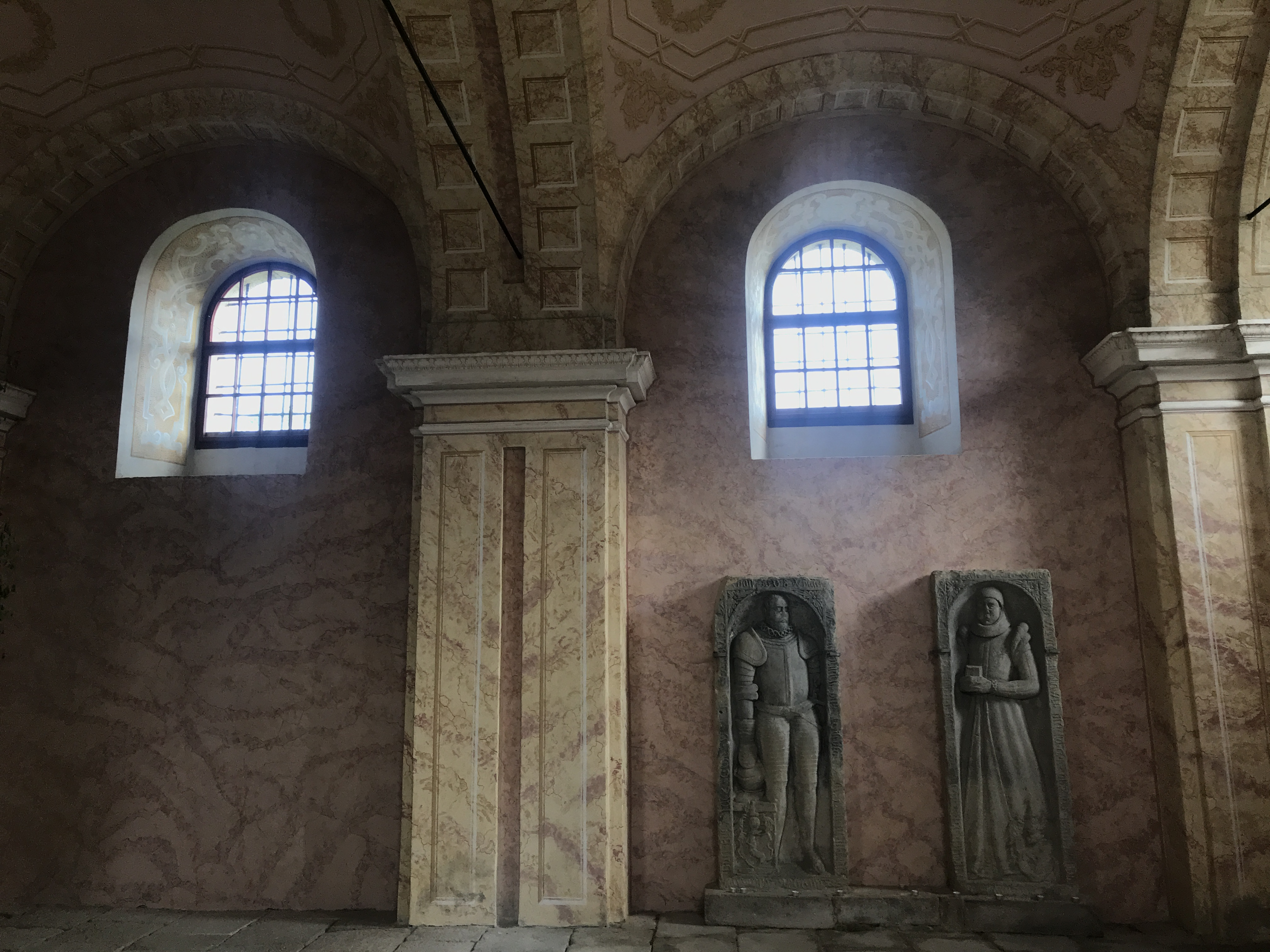
Pohled na severní interiérovou stěnu
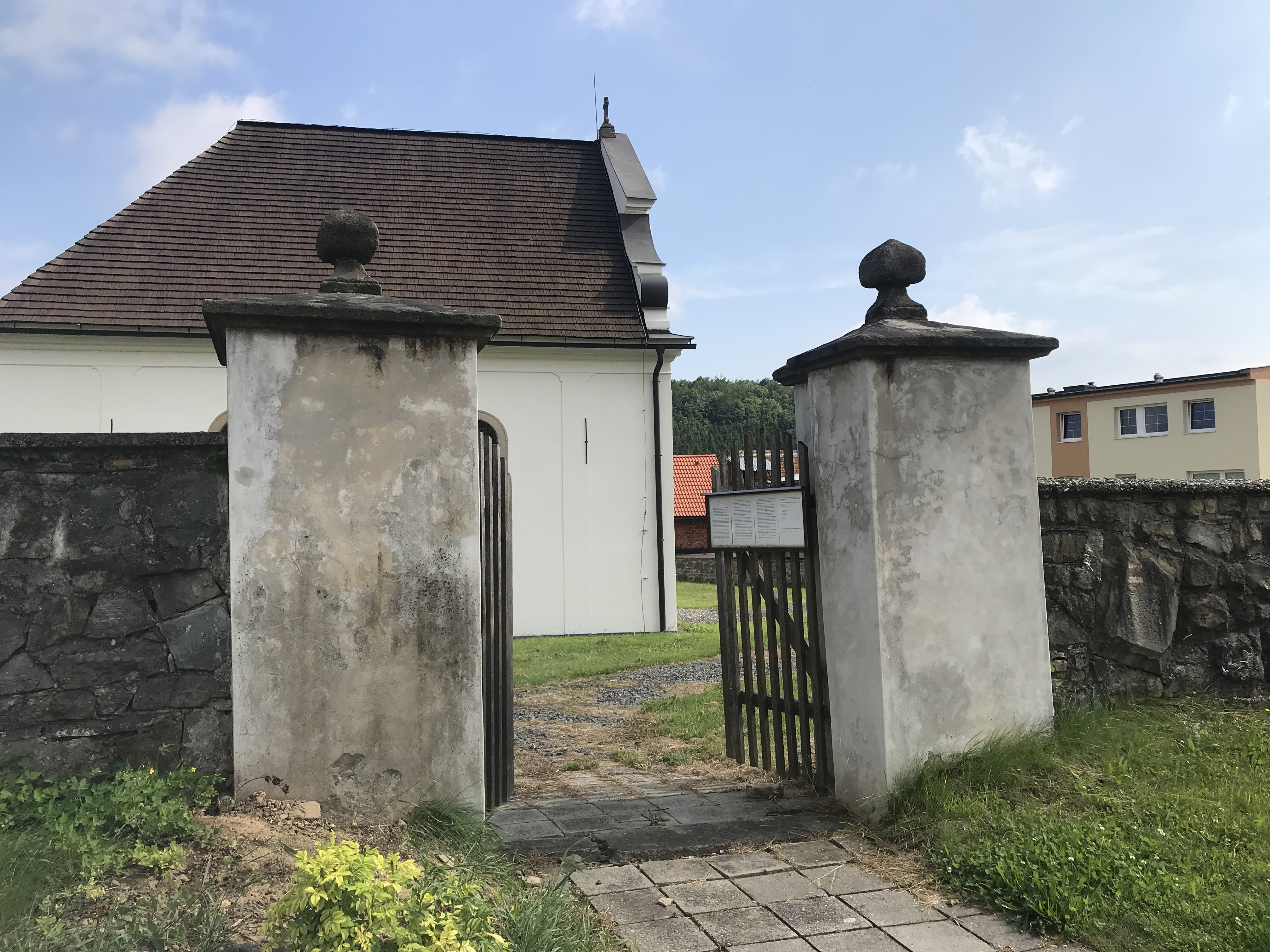
Pozůstatek obvodní zdi s brankou